# La Fille loup-garou
Pour les articles homonymes, voir Unleashed.
La Fille loup-garou est le 3e épisode de la saison 5 de la série télévisée Angel.

## Synopsis
Alors qu'Angel et son équipe se sont réunis dans un parc pour faire le point sur leur situation chez Wolfram & Hart, une jeune femme est attaquée non loin par un loup-garou et se fait mordre. Angel la sauve mais, pendant qu'il tue la bête, elle disparait. Angel met alors en œuvre les ressources dont il dispose pour retrouver cette jeune femme avant qu'elle ne se transforme à son tour la nuit suivante. Plus tard, Spike discute de sa condition avec Fred, notant que ses disparitions durent de plus en plus longtemps, mais refuse d'en informer les autres. L'équipe d'Angel finit par trouver le nom, Nina Ash, et l'adresse de la jeune femme et, pendant la nuit, Angel et Wesley la neutralisent au moment de sa transformation. Le lendemain, Angel explique à Nina ce qu'elle est devenue et lui propose son aide en lui offrant un endroit sécurisé pour les nuits de pleine lune. Fred accompagne Nina chez elle pour qu'elle passe prendre des affaires mais des hommes masqués enlèvent la jeune femme. Le Dr Royce, qui s'est occupé de Nina, est soupçonné d'être impliqué mais il passe avec succès le test musical de Lorne.
Fred découvre alors par hasard que Royce a trouvé un moyen de fausser le test et Angel fait parler le docteur. Nina a été enlevée par un individu, Jacob Crane, qui compte s'en servir pour qu'elle constitue le plat principal de son banquet. Angel, Wesley et Gunn, emmenant Royce avec eux, partent la secourir et ils commencent à se battre avec l'équipe de sécurité alors que Nina se transforme en loup-garou. Alors que la situation est dans l'impasse, Nina mord le Dr Royce avant d'être rendue inconsciente et Angel dit à Crane qu'il aura un autre loup-garou dans un mois, solution que Crane accepte. Angel et Nina discutent ensuite du fait de vivre avec un monstre en soi, une alchimie semblant se créer entre eux, et se mettent d'accord pour se revoir dans un mois.

## Statut particulier
Noel Murray, du site A.V. Club, évoque un épisode plaisant qui est un retour aux « fondamentaux de la série » et qui s'élève au-dessus de la traditionnelle histoire de loup-garou avec son « rebondissement » introduisant la société secrète. Pour la BBC, l'épisode est « raisonnablement goûteux mais laisse un peu sur sa faim » avec un « scénario correct » et un look « particulièrement impressionnant » pour le loup-garou. Le site Critically Touched lui donne la note de B-, évoquant une intrigue « bien rythmée » qui « fonctionne plutôt bien » et rappelant celles de la première saison mais regrettant que le personnage de Nina soit développé de façon aussi vague et que Wesley, Gunn et Lorne aient si peu à faire dans l'épisode.

## Distribution

### Acteurs et actrices crédités au générique
- David Boreanaz : Angel
- James Marsters : Spike
- J. August Richards : Charles Gunn
- Amy Acker : Winifred Burkle
- Andy Hallett : Lorne
- Alexis Denisof : Wesley Wyndam-Pryce

### Acteurs et actrices crédités en début d'épisode
- Jenny Mollen : Nina Ash
- John Billingsley : Dr Royce